# 연합교회
연합교회(聯合敎會)는 2개 이상의 다른 개신교 교파의 합병이나 다른 형태의 연합으로 형성된 교회다.
역사적으로, 개신교 교회의 연합은 국가에 의해 집행되었는데, 대개는 그 국민의 종교적 영역에 대한 더 엄격한 통제를 하기 위해서였지만, 다른 조직적인 이유들도 있었다. 현대 기독교 에큐멘리즘이 진행되면서 다양한 개신교 전통들 간의 연합이 점점 보편화되면서 연합하고 단결하는 교회들이 늘어나고 있다. 최근 대표적인 예로는 프랑스 연합 개신교회(2013년)와 네덜란드 프로테스탄트교회(2004년) 등이 있다. 세속주의의 발흥으로 유럽과 북아메리카의 주요 노선인 개신교가 위축되면서 개혁파와 루터교파가 합쳐져 전국적인 큰 교파를 만드는 경우가 많다. 이러한 현상은 새로운 교회들이 생겨나고 그들 중 많은 교회들이 서로 독립하면서 복음주의적이고 비민주적이며 은사주의적인 교회들 사이에서 훨씬 덜 흔하다.
아마도 독일 개신교회가 1817년으로 거슬러 올라가는 루터교, 연합(프러시아 연합), 리폼교회의 연합체인 독일에서 가장 오래된 공식 연합교회가 발견될 것이다. 일련의 연합 중 첫 번째는 1817년 8월 헤세와 나사우에서 개신교 교회를 결성하기 위한 이드슈타인의 한 시노드에서, 100년 후 이드슈타인 유니온스키르케 교회를 명명하는 데 기념되었다.
전세계적으로, 각 연합하거나 단결된 교회는 이전 개신교 종파의 다른 혼합으로 구성되어 있다. 그러나 대부분의 단결되고 단결된 교회들은 개혁된 전통에 유산을 가진 한 명 이상의 전임자들이 있고 많은 교회들이 세계 개혁 교회 연합의 회원들이기 때문에 이러한 추세가 눈에 띈다.

## 같이 보기
- 기독교